# Minería del litio en Chile

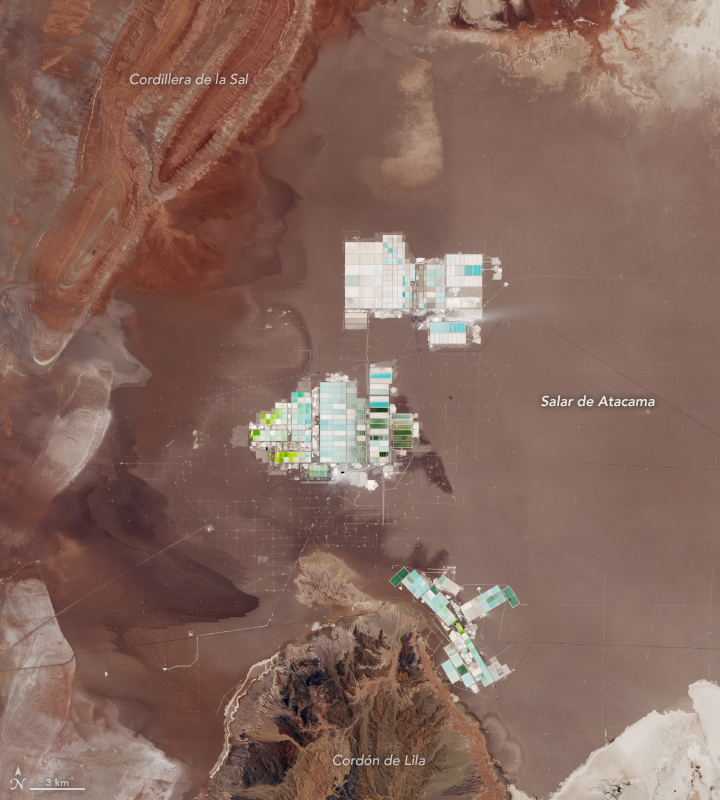
Vista satelital de la NASA de las salinas utilizadas por Albemarle Corporation para la extracción de litio en el salar de Atacama

La minería del litio en Chile es la segunda a nivel mundial en términos de extracción — luego de Australia (desde 2013) — y la primera en el continente americano. Chile, al igual que Argentina y Bolivia, se encuentra ubicado dentro del denominado Triángulo del Litio, un área de Sudamérica que alberga las mayores reservas conocidas de este metal blando en el planeta. Asimismo, la minería chilena lidera a nivel mundial en la extracción del litio a través de un proceso evaporífico de las salmueras con altas concentraciones de este mineral, a diferencia de la minería australiana, la cual lo extrae principalmente desde rocas duras (como en la mina de Greenbushes).

## Historia
En 1962, unas exploraciones geológicas en búsqueda de agua realizadas por la empresa minera estadounidense Anaconda, la cual estaba a cargo de la explotación minera de cobre en Chuquicamata, permitieron el hallazgo de salmuera, la cual al ser analizada, le fueron encontradas altas concentraciones de litio y otros minerales en el salar de Atacama, en la Región de Antofagasta.
Este hecho marcó el inicio del desarrollo de la minería de litio en Chile. En un contexto global, con el desarrollo de la bomba atómica por parte de Estados Unidos durante la Segunda Guerra Mundial y ya insertos en plena Guerra Fría, el litio cobró interés internacional debido a que se pensaba que podía ser utilizado en la fabricación de arsenal nuclear (siendo empleado para producir tritio), tal como el uranio y otros metales raros.

## Marco legal
Las menciones explícitas en la legislación chilena sobre el litio surgieron durante la dictadura militar, cuando fue declarado como «de interés nacional» mediante el Decreto Ley N° 2.886 del Ministerio de Minería del 14 de noviembre de 1979, cartera de gobierno a cargo del contraalmirante de la Armada, Carlos Quiñones López. Esto significó que el Estado chileno se reservó el derecho de explotación por sobre la totalidad de las reservas de litio dentro del territorio nacional, excluyendo todo tipo de concesión con la excepción de la realización de concesiones administrativas y contratos especiales de operación, entendidos como acuerdos limitados geográficamente y acotados en el tiempo. Al año siguiente se constituyó la Sociedad Chilena del Litio como una empresa mixta entre la minera Foote Minerals Company, quien poseía el 55% del capital, y la estatal Corfo, con un 45% del capital enterado. Esta sociedad se armó con la finalidad de explotar las reservas de litio ubicadas en el salar de Atacama, mediante la extracción evaporífica de litio desde salmueras, una técnica que fue iniciada en 1966 en Silver Peak, Nevada, y que fue replicada en el salar chileno con la tecnología importada por la compañía estadounidense. Asimismo, de forma perentoria, la Constitución de 1980 ratificó la disposición sobre concesiones, estableciendo adicionalmente, que solo el Presidente de la República tiene la facultad para hacerlo mediante la emanación de un Decreto Supremo.
Siguiendo esta línea, el nuevo Código de Minería de Chile publicado en 1983 y gestionado bajo la administración ministerial de Samuel Lira Ovalle, declaró al litio como «no concesible», una figura similar a reservarlo exclusivamente al Estado.
En junio de 2014 y durante los primeros meses del segundo gobierno de Michelle Bachelet fue creada la Comisión Nacional del Litio, una comisión experta encargada de elaborar el Informe Litio y la cual finalizó en enero de 2015. Por consiguiente, en enero de 2016, la Presidenta Bachelet lanzó la Política Nacional del Litio, como una manera de sentar las bases de las políticas públicas vinculadas a la gobernanza del mineral. En marzo de ese mismo año, 79 diputados del Congreso Nacional acordaron la creación de una Comisión Especial Investigadora en relación con la participación de organismos públicos en todo el proceso de exploración, procesamiento, explotación, exportación y transporte de litio, además del análisis de un contrato suscrito entre la Corfo y SQM para este mismo rubro.
En diciembre de 2023, Codelco y SQM lograron un acuerdo y anunciaron una asociación público-privada para desarrollar conjuntamente las actividades productivas y comerciales de extracción de litio en el salar de Atacama, la cual se materializará a partir del 1 de enero de 2025, a través de una sociedad común con una participación mayoritaria del Estado de Chile. Esta sociedad absorberá los contratos vigentes entre Corfo, Codelco y SQM (y sus filiales). El acuerdo tendrá validez hasta 2060, y se prevé que entre 2025 y 2030 permita la extracción de 300.000 toneladas de litio, elevando en un tercio la producción a la que se llega en 2023.

## Productores
En 2022, los dos mayores productores de litio en Chile eran la Sociedad Química y Minera de Chile (SQM), de capitales chilenos y extranjeros, y la minera estadounidense Rockwood-Albemarle, quienes concentran sus operaciones en el salar de Atacama. La empresa cuprífera estatal chilena, Codelco, mantiene dos contratos de operación especial para explotar el litio en los salares de Maricunga y Pedernales, por los cuales desde 2017 inició la búsqueda de potenciales socios privados para la explotación del recurso natural.

## Producción
La mayor parte de la producción minera de litio en Chile es exportada en forma de carbonatos de litio, posicionándose en 2021 como el principal proveedor de este mineral para todos los países del mundo. Ese mismo año, los principales destinos de dichas exportaciones fueron hacia China (43,5%), Corea del Sur (28%), Japón (11,7%), Bélgica (7,31%), Estados Unidos (4,79%) y Alemania (2,08%). Los envíos a los tres países asiáticos anteriormente mencionados, representaron el 83,2% del total de las exportaciones de carbonato de litio de Chile.